# Mauricio Rueda Beltz
Mauricio Rueda Beltz, född 8 januari 1970 i Bogotá, Colombia, är en colombiansk titulärärkebiskop. Han är sedan 2023 titulärärkebiskop av Cingoli och påvlig nuntie i Elfenbenskusten.